# Happy Feet (álbum de 8½ Souvenirs)
Happy Feet es el primer álbum de estudio del grupo estadounidense 8½ Souvenirs. Todas las canciones fueron grabadas entre 1994 y 1995. El disco contiene versiones de Serge Gainsbourg, Paolo Conte, Cole Porter, Django Reinhardt (una de las principales influencias del grupo) y  Stéphane Grappelli entre otros, además de 3 canciones propias.
En el disco (y en el grupo en general) abunda el uso de varios idiomas en sus canciones. Hay canciones en italiano (Come Di, No lo visto), canciones en inglés (It's alright with me, After You've Gone), en francés (Le Poinçonneur Des Lilas) Y también hay piezas instrumentales. (Minor Swing, Y la chalupa va, Kazango).
En algunas ediciones había otra lista de canciones que incluía Mozzarella Rag y Douce Ambiance, dos pistas no incluidas en la edición estándar. También se hizo una reversión del disco, con la propia banda volviendo a tocar y grabar las canciones, en el año 1997.

## Canciones
| Lista de canciones |                                      |                                       |          |  |
| N.º                | Título                               | Escritor(es)                          | Duración |  |
| 1.                 | «Happy Feet»                         | Paolo Conte                           | 2:59     |  |
| 2.                 | «Kazango»                            | 8½ Souvenirs                          | 3:39     |  |
| 3.                 | «No lo visto»                        | 8½ Souvenirs                          | 3:44     |  |
| 4.                 | «It's allright with me»              | Cole Porter                           | 3:51     |  |
| 5.                 | «Minor Swing»                        | Stéphane Grappelli / Django Reinhardt | 2:58     |  |
| 6.                 | «Le Poinçonneur Des Lilas»           | Serge Gainsbourg                      | 2:54     |  |
| 7.                 | «Black Trombone»                     | Serge Gainsbourg                      | 4:56     |  |
| 8.                 | «Place De Brouckere»                 | Django Reinhardt                      | 3:13     |  |
| 9.                 | «After you've gone»                  | Henry Creamer / Turner Layton         | 3:54     |  |
| 10.                | «Come-Di»                            | Paolo Conte                           | 4:46     |  |
| 11.                | «Blues en Mineur»                    | Django Reinhardt                      | 5:06     |  |
| 12.                | «Botch-A-Me (Ba-Da-Baciani-Piccina)» | Luigi Astore / Eddie Stanley          | 2:24     |  |
| 13.                | «Brazil (canción)»                   | Ary Barroso / S.K. Russell            | 4:22     |  |
| 14.                | «Y la Chalupa va»                    | 8½ Souvenirs                          | 2:10     |  |
| 51:05              |                                      |                                       |          |  |

- Datos: Q5892176